# تيم مايا
تيم مايا (بالبرتغالية: Tim Maia) هو موسيقي وملحن ومغن مؤلف وعازف قيثارة برازيلي، ولد في 28 سبتمبر 1942 في ريو دي جانيرو في البرازيل، وتوفي في 15 مارس 1998 في نيتيروي في البرازيل بسبب مرض قلبي وعائي.

## وصلات خارجية
- الموقع الرسمي
- تيم مايا على موقع IMDb (الإنجليزية)
- تيم مايا على موقع ميوزك برينز (الإنجليزية)
- تيم مايا على موقع ميوزك برينز (الإنجليزية)
- تيم مايا على موقع أول ميوزيك (الإنجليزية)
- تيم مايا على موقع ديسكوغز (الإنجليزية)